# Kanada
Kaṇāda (ou  Kanad, Sanskrit कणाद) était un sage hindou qui a fondé l'école philosophique  Vaisheshika. Il vivait probablement vers 600 av. J.-C., et on pense qu'il est né à Prabhas Kshetra (près de  Dwaraka) dans le  Gujarat en Inde. Kanada, comme le sage Kapila (fondateur mythique de la philosophie hindoue Samkhya) sont l'un et l'autre appelés par leurs disciples : Tirthankara, « qui fait passer le gué », titre identique aux grands maîtres omniscients du jaïnisme . On lui attribue la composition des Vaisheshika Sutra.
Ce texte sanskrit décrit six catégories : substance, qualité, activité, généralité, particularité et inhérence ainsi qu'une théorie atomique.